# Fiat Punto Abarth

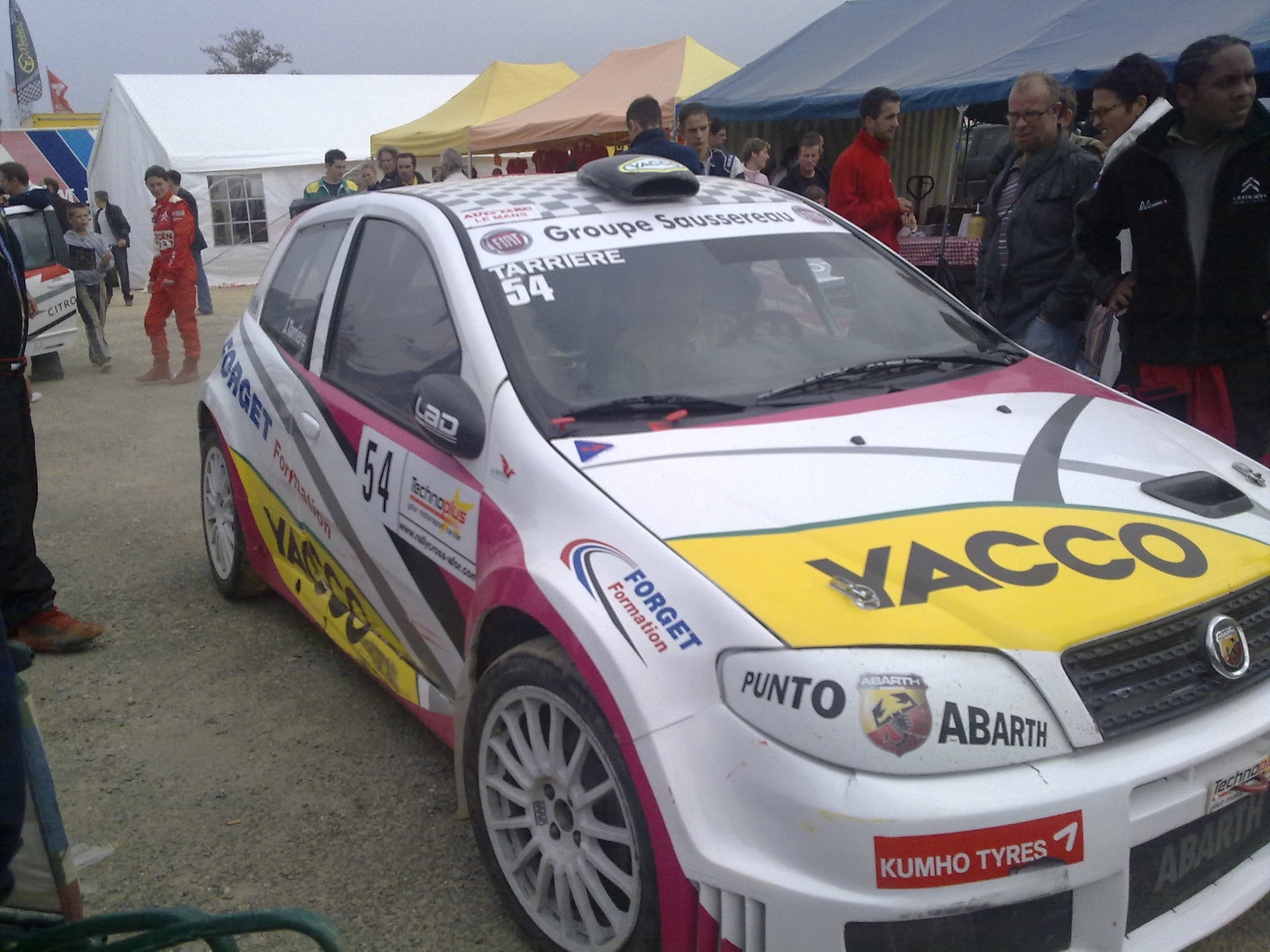
Fiat Punto Abarth Corsa

La Fiat Punto HGT Abarth (ZFA 188), est une voiture sportive dérivée de la version Punto HGT, produite par le constructeur italien Fiat entre 2000 et 2003. Elle a surtout été créée pour satisfaire à l'homologation par la FIA en groupe A de la version course baptisée Fiat Punto Abarth S1600 qui oblige le constructeur à ce que la voiture soit en vente sur route et produite en un nombre minimal d'exemplaires.

## La voiture

### Équipements
La Fiat Punto Abarth reprend quasiment tout de la version "HGT" que ce qui fait confondre à beaucoup de personnes les deux modèles. 
Par rapport à la HGT, elle diffère sur quelques points particuliers :
- pare-chocs plus importants avec des ouies de ventilation de plus grandes dimensions (la HGT conserve ceux de la Punto II),
- spoiler spécifique,
- minijupes latérales avec le logo Abarth,
- jantes en alliage léger spéciale,
- finitions sportives de l'habitacle.

Comme la HGT, la Punto Abarth n'est proposée qu'en version 3 portes avec un coffre de mêmes dimensions que les modèles de grande série allant de 264 à 1 080 dm3 avec la banquette arrière rabattue.

### Production
La Fiat Punto Abarth a remplacé, en 2000, la Fiat Punto GT qui était la version la plus puissante et sportive de la gamme Punto MK1 (ZFA 176) qui a été fabriquée de 1993 à 1999. Sa carrière prend fin au printemps 2003 après un bon succès commercial et de nombreuses victoires en compétition. Elle sera remplacée en 2007 par la Abarth Grande Punto en version route et l'Abarth Grande Punto S2000 en version course.

### Moteur
Le moteur de la Punto Abarth, comme celui de la HGT, est le fameux moteur de 1 747 cm3 déjà utilisé sur d'autres modèles du groupe Fiat comme la Fiat Barchetta.
La boîte de vitesses comporte 5 rapports mais en option on peut obtenir la boîte Speedgear CVT, qui permet un fonctionnement similaire à celui d'une boîte séquentielle à 6 rapports.
| Modèle          | Moteur               | Cylindrée (cm3) | Émissions CO2 (g/km) | Couple                 | Puissance                      | 0-100 km/h (s) | Vitesse maxi (km/h) | Consommation moy. (L/100 km) |
| --------------- | -------------------- | --------------- | -------------------- | ---------------------- | ------------------------------ | -------------- | ------------------- | ---------------------------- |
| 1.8 16v essence | 4 cylindres en ligne | 1 747           | 197                  | 164 N m à 4 300 tr/min | 100 kW / 133 ch à 6 300 tr/min | 8,6            | 205                 | 8,0                          |